# ذي هيومن سينتيبيد 3 (التسلسل النهائي)
ذي هيومن سينتيبيد 3 (بالإنجليزية: The Human Centipede 3 (Final Sequence) ) هو فيلم رعب تم إنتاجه في هولندا والمملكة المتحدة والولايات المتحدة وصدر سنة 2015 بطولة ديتر ليزر ولورانس أر. هارفي, وهو الجزء الثالث والأخير من سلسلة أفلام الرعب «ذي هيومن سينتيبيد».

## القصة
يتطلع مأمور سجن سئ السمعة إلى خلق حريش من السجناء.

## الميزانية والإيرادات
حقق الفيلم ارباح تقدر بـ 16,184 دولار.

## وصلات خارجية
ذي هيومن سينتيبيد 3 على موقع IMDb (الإنجليزية)
- ذي هيومن سينتيبيد 3 على موقع ميتاكريتيك (الإنجليزية)
- ذي هيومن سينتيبيد 3 على موقع روتن توميتوز (الإنجليزية)
- ذي هيومن سينتيبيد 3 على موقع نتفليكس (الإنجليزية)
- ذي هيومن سينتيبيد 3 على موقع قاعدة بيانات الأفلام العربية
- ذي هيومن سينتيبيد 3 على موقع ألو سيني (الفرنسية)
- ذي هيومن سينتيبيد 3 على موقع Turner Classic Movies (الإنجليزية)
- ذي هيومن سينتيبيد 3 على موقع بوكس أوفيس موجو (الإنجليزية)
- ذي هيومن سينتيبيد 3 على موقع فيلمافينيتي (الإسبانية)
- ذي هيومن سينتيبيد 3 على موقع قاعدة بيانات الفيلم (الإنجليزية)